# Accidente del Boeing 707 de Saha Airlines
El accidente de Saha Airlines de 2019 fue un vuelo de carga que ocurrió el 14 de enero de 2019, un Boeing 707 operado por Saha Air Lines se estrelló en la Base Aérea Fath, Irán. Quince de las dieciséis personas a bordo murieron.
Fue el primer accidente de aviación significativo que se produjo en 2019, tras un 2018 que fue el año con más fallecidos en accidentes aéreos del último lustro.

## Aeronave

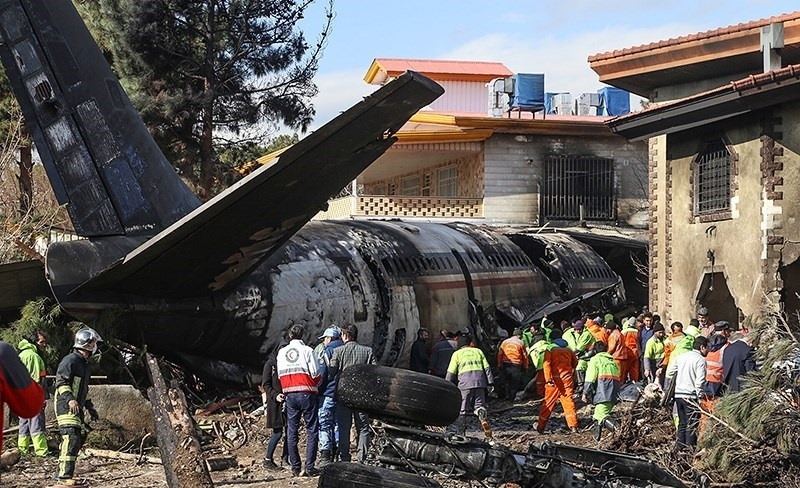
Restos de la aeronave después del accidente.

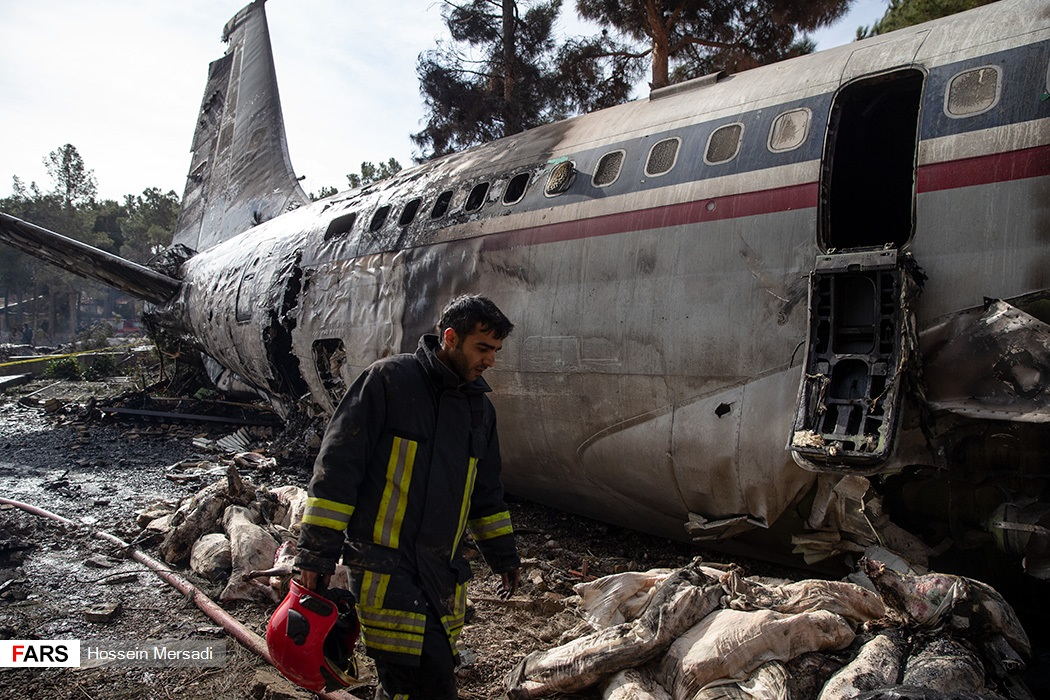
Restos del fuselaje tras el impacto.

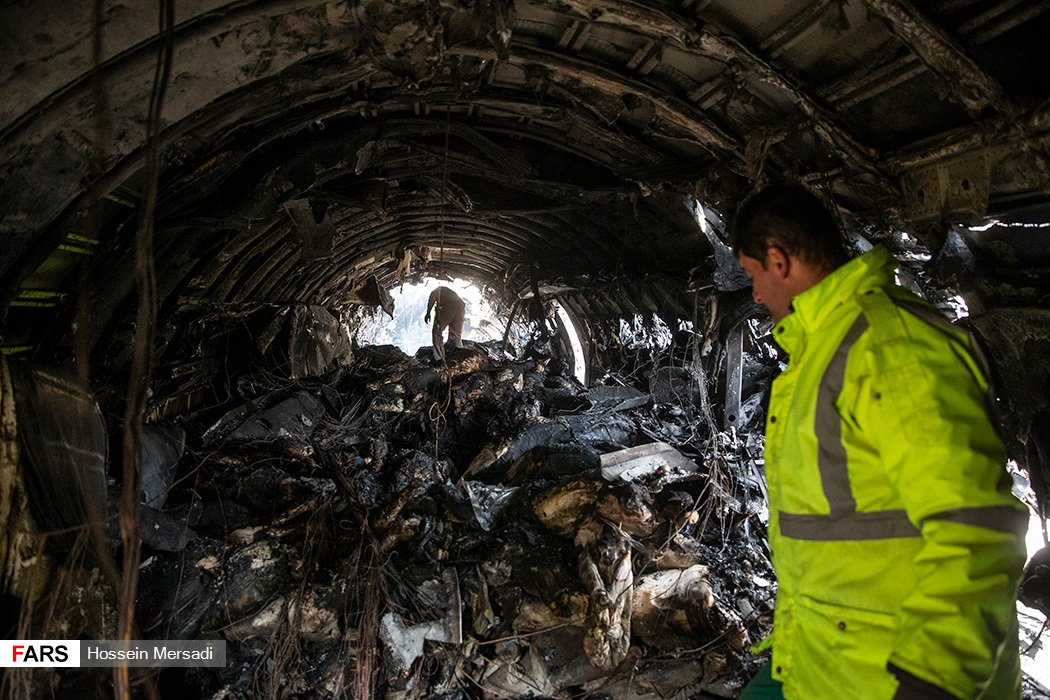
Interior de los restos de la aeronave, totalmente calcinados.

El avión accidentado fue un Boeing 707-3J9C, c/n 21128, registro EP-CPP. Era propiedad de la Fuerza Aérea de la República Islámica de Irán y había sido arrendado a Saha Airlines. Tenía 41 años. Había volado por primera vez el 19 de noviembre de 1976 y se entregó ese mes a la Fuerza Aérea Imperial de Irán con el número 5-8312. Se transfirió a Saha Airlines el 27 de febrero de 2000 y se volvió a registrar como EP-SHK. Fue dañado sustancialmente por una falla del motor no contenida el 3 de agosto de 2009 durante un vuelo desde el Aeropuerto Internacional de Ahvaz al Aeropuerto Internacional de Mehrabad, Teherán. Se realizó un aterrizaje de emergencia en Ahvaz; El avión fue reparado posteriormente. Fue devuelto a la Fuerza Aérea de la República Islámica de Irán en diciembre de 2015 y devuelto a Saha Airlines en mayo de 2016, registrado EP-CPP.

## Accidente

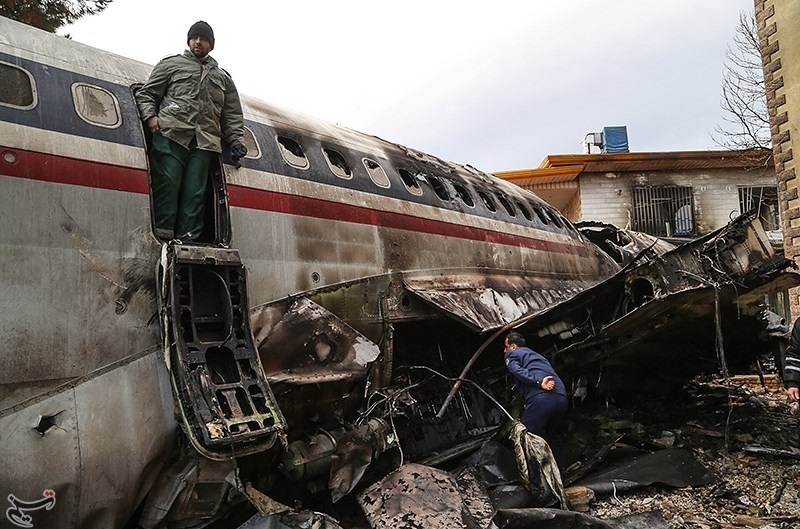
Restos del Boeing 707 accidentado en el vuelo de Saha Airlines

El avión estaba en un vuelo internacional de carga desde el Aeropuerto Internacional de Manas, Biskek, Kirguistán, al Aeropuerto Internacional de Payam, Karaj, Irán. Se informó que la aeronave realizó un aterrizaje de emergencia en la base aérea de Fath,y algunas fuentes sugirieron que la aeronave aterrizó allí por error. Se informaron malas condiciones climáticas. El avión invadió la pista, se estrelló contra una pared y se detuvo después de chocar con una casa en la ciudad de Safadasht. Se desarrolló un incendio posterior al choque. Los primeros informes indican el número de personas a bordo como dieciséis o diecisiete. Fallecieron todos los ocupantes excepto el ingeniero de vuelo de la aeronave, que fue trasladado al Hospital Shariati en una condición crítica. No hubos heridos en tierra.

## Investigación
Se abrió una investigación sobre el accidente. La grabadora de audio de la cabina se recuperó de los restos.